# Drept internațional
Dreptul internațional (cunoscut și sub denumirile de drept internațional public și, în anumite contexte istorice, dreptul națiunilor) reprezintă setul de norme juridice care reglementează relațiile dintre organisme publice, precum statele și organizațiile internaționale. Convențiile și legile uniforme sunt instrumente comune ale dreptului internațional public.
Dreptul internațional public reprezintă o ramură autonomă a dreptului care cuprinde un ansamblu de principii și norme juridice, scrise sau nescrise, elaborate în principal de către state, pe baza acordului lor de voință, cu scopul de a reglementa relațiile internaționale în domenii de interes reciproc. Definiția dreptului internațional public s-a dezvoltat în timp, adaptându-se schimbărilor din relațiile internaționale și extinzându-se pentru a acoperi diverse domenii, inclusiv drepturile și libertățile fundamentale ale omului.
În originile sale, dreptul internațional public reglementa exclusiv relațiile între state, considerându-le drept singurii subiecți ai dreptului internațional public. Cu toate acestea, în prezent, domeniul său de aplicare s-a extins și reglementează relațiile dintre organizațiile internaționale interguvernamentale, între state și aceste organizații sau relațiile dintre state și alte entități juridice care nu sunt recunoscute ca subiecți de drept internațional, dar care sunt guvernate de reguli stabilite de dreptul internațional. Dreptul internațional public este considerat a fi un nivel suprastructural care reflectă schimbările din relațiile internaționale și nu este un sistem pasiv de reflectare a acestor schimbări.
Domeniul de reglementare al dreptului internațional public este vast și include reguli pentru circulația pe mare, delimitarea frontierelor între state, protejarea drepturilor fundamentale ale omului, soluționarea disputelor dintre state prin arbitraj și protejarea mediului înconjurător, printre altele.
Legile uniforme sunt instrumentele pregătite în comun de mai multe state și/sau organizații internaționale pentru a susține statele care doresc să își reformeze și modernizeze legislația. Organizațiile internaționale precum UNCITRAL sau UNIDROIT (vezi pagina de start a Dreptului internațional) elaborează legi uniforme.

## Terminologie
Termenul modern „drept internațional” a fost introdus inițial de Jeremy Bentham în lucrarea sa din 1789 Introducere în principiile moralei și legislației, pentru a înlocui termenul mai vechi de „drept al națiunilor,” o traducere directă a conceptelor medievale târzii de jus gentium, folosit în dreptul roman și preluat ulterior de Hugo Grotius, și droits des gens, utilizat de Emer de Vattel. Definiția dreptului internațional a fost subiect de dezbatere; Bentham s-a referit în mod specific la relațiile dintre state, ceea ce a fost criticat pentru domeniul său de aplicare restrâns.  Lassa Oppenheim a definit acest concept în tratatul său ca fiind „un ansamblu de norme juridice între state suverane și egale, bazat pe consimțământul mutual al acestora,” iar această definiție a fost adoptată în mare măsură de specialiștii în drept internațional.
Există o distincție între dreptul internațional public și dreptul internațional privat; cel din urmă se ocupă de chestiunea jurisdicției instanțelor naționale în cazurile cu element de extraneitate și de aplicarea hotărârilor străine în dreptul intern, în timp ce dreptul internațional public reglementează reguli de drept internațional.  Diferența dintre cele două discipline juridice a fost dezbătută, deoarece juriștii nu sunt de acord cu privire la natura relației dintre ele. Joseph Story, care a introdus termenul de „drept internațional privat,” a subliniat că acesta trebuie să fie guvernat de principiile dreptului internațional public, însă alți academicieni le consideră corpuri de drept distincte. Un alt termen, „drept transnațional,” este uneori folosit pentru a desemna un ansamblu de norme juridice naționale și internaționale care transcend statul-națiune, deși unii academicieni subliniază că este distinct de cele două tipuri de drept. Philip Jessup a definit acest concept ca incluzând „toate normele juridice care reglementează acțiuni sau evenimente ce depășesc frontierele naționale.”
Un concept mai recent este „dreptul supranațional,” care a fost descris într-un articol din 1969 ca „[un] termen relativ nou în vocabularul politicii.” Sistemele de drept supranațional apar atunci când statele cedează în mod explicit dreptul lor de a lua decizii către organele jurisdicționale și legislative ale acestui sistem, care apoi au autoritatea de a adopta norme juridice direct aplicabile în fiecare stat membru. Acest lucru a fost descris ca „un nivel de integrare internațională dincolo de simplul interguvernamentalism, dar încă departe de un sistem federal.” Cel mai cunoscut exemplu de sistem supranațional este Uniunea Europeană.

## Istorie

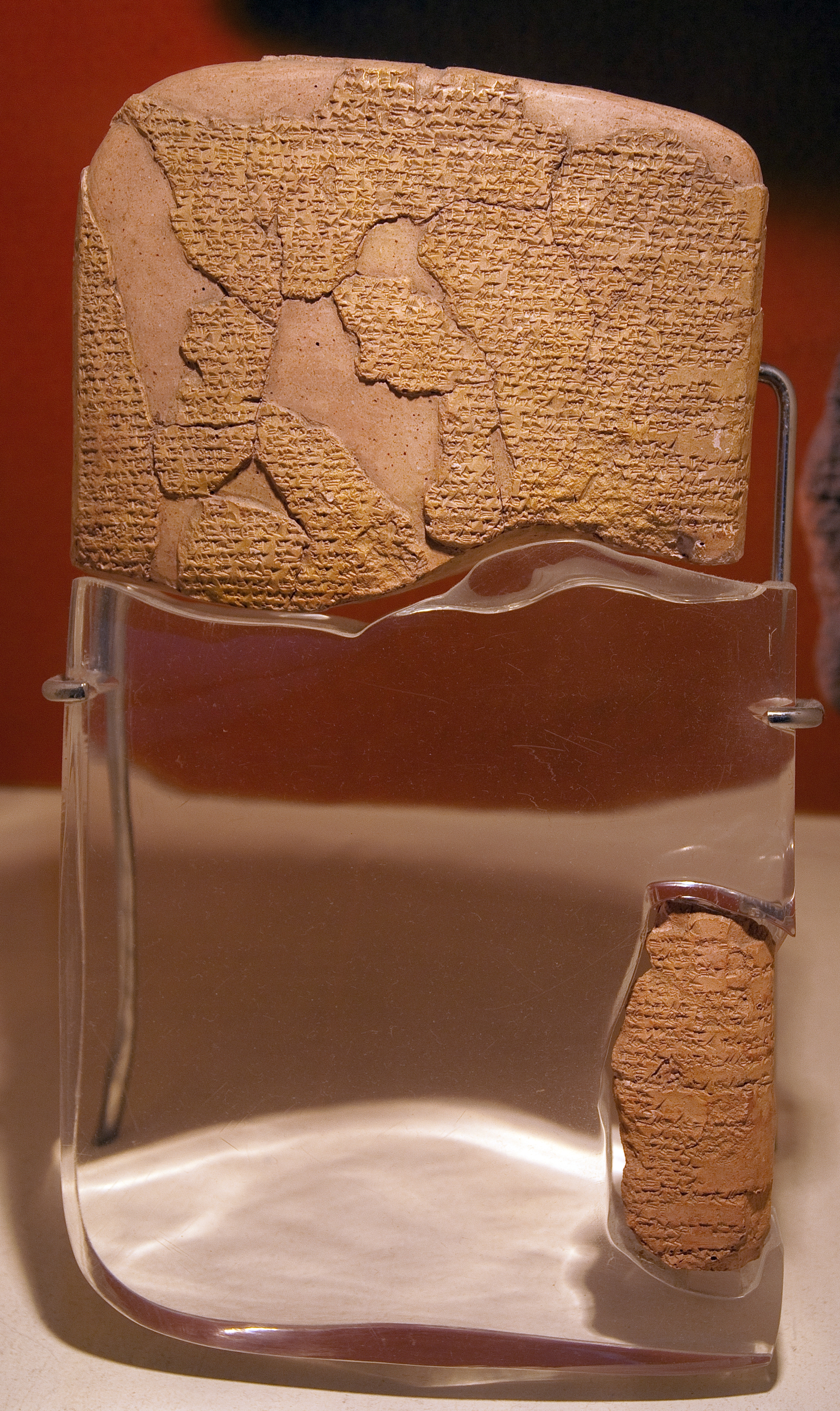
Versiunea hitită a Tratatului de la Kadeș, printre cele mai vechi exemple existente de tratat internațional.

Originile dreptului internațional pot fi urmărite până în antichitate. Cu rădăcini ce se întind până în perioada antică, statele au o lungă istorie de negociere a tratativelor interstatale. Un cadru juridic timpuriu a fost conceptualizat de romanii antici și această idee de jus gentium a fost utilizată de diferiți academicieni pentru a contura conceptul modern de drept internațional. Printre cele mai vechi exemple înregistrate se numără tratativele de pace dintre orașele-state mesopotamiene Lagaș și Umma (aproximativ 3100 î.e.n.) și un acord între faraonul egiptean Ramses al II-lea și regele hitit Hattușil al III-lea, încheiat în 1279 î.e.n. Pactele și acordurile interstatale au fost negociate și acceptate de politici din întreaga lume, de la estul Mediteranei până în Estul Asiei. În Grecia antică, multe dintre tratativele de pace timpurii au fost negociate între orașele-state și, ocazional, cu state vecine. Imperiul Roman a stabilit un cadru juridic timpuriu pentru dreptul internațional, jus gentium, care reglementa statutul străinilor care trăiau în Roma și relațiile dintre străini și cetățenii romani. Adoptând conceptul grec de drept natural, romanii au conceput jus gentium ca fiind universal. Totuși, spre deosebire de dreptul internațional modern, dreptul roman al națiunilor se aplica relațiilor între indivizi străini și nu între unități politice precum statele.
Începând cu perioada Primăverii și Toamnei din secolul al VIII-lea î.e.n., China a fost divizată în numeroase state care erau adesea în conflict între ele. Au apărut reguli de drept internațional pentru diplomație și încheierea tratatelor, inclusiv noțiuni referitoare la temeiurile justificate pentru război, drepturile părților neutre și consolidarea și împărțirea teritoriilor; aceste concepte erau uneori aplicate și în relațiile cu popoarele barbare de-a lungul periferiei vestice a Chinei, dincolo de Câmpiile Centrale. Perioada ulterioară a Statelor Combatante a văzut dezvoltarea a două școli de gândire majore, Confucianismul și Legalismul, ambele considerând că sferele juridice interne și internaționale erau strâns interconectate și încercând să stabilească principii normative concurente pentru a ghida relațiile externe.  În mod similar, subcontinentul indian era împărțit în diverse state, care, de-a lungul timpului, au dezvoltat reguli de neutralitate, dreptul tratatelor și normele dreptului internațional și au întreprins atât ambasade temporare, cât și permanente.
În urma colapsului Imperiului Roman de Apus în secolul al V-lea e.n., Europa s-a fragmentat în numeroase state adesea aflate în conflict între ele pentru mare parte din următoarele cinci secole. Puterea politică era dispersată între o varietate de entități politice, inclusiv Biserica Catolică, orașele-state comerciale și regate, majoritatea având jurisdicții suprapuse și în continuă schimbare. Așa cum s-a întâmplat și în China și India, aceste diviziuni au determinat dezvoltarea unor norme de drept menite să asigure relații stabile și previzibile. Exemple timpurii includ dreptul canonic, care reglementa instituțiile ecleziastice și clerul din întreaga Europă; lex mercatoria ("dreptul comercianților"), care se referea la comerț și afaceri; și coduri de drept maritim, precum Rolls of Oléron — destinat reglementarea navigației în Europa de Nord-Vest — și ulterior Legile Wisby, adoptate în cadrul Ligii Hanseatice comerciale din nordul Europei și regiunea Baltică.
În lumea musulmană, Muhammad al-Shaybani a publicat Al-Siyar Al-Kabīr în secolul al VIII-lea, care a servit ca lucrare de referință fundamentală pentru siyar, o ramură a dreptului Șaria ce reglementa relațiile externe. Aceasta se baza pe împărțirea lumii în trei categorii: dar al-Islam, unde prevala dreptul islamic; dar al-sulh, teritorii neislamice care încheiau un tratat de pace cu un guvern musulman; și dar al-harb, teritorii neislamice contestate prin jihad. Principiile juridice islamice referitoare la regulile de conduită militară au fost precursori ai dreptului internațional umanitar modern și au instituit limitări asupra conduitei militare, inclusiv linii directoare pentru inițierea războiului, diferențierea între civili și combatanți, precum și îngrijirea bolnavilor și răniților.
În timpul Evului Mediu european, dreptul internațional se concentra în principal asupra scopului și legitimității războiului, încercând să stabilească ce constituia un „război just”. Conceptul greco-roman de drept natural a fost combinat cu principii religioase de către filozoful evreu Maimonide (1135–1204) și teologul creștin Toma de Aquino (1225–1274) pentru a crea noua disciplină a „dreptului națiunilor”, care, spre deosebire de predecesorul său roman, aplica dreptul natural la relațiile între state. În islam, un cadru similar a fost dezvoltat, în cadrul căruia dreptul națiunilor a fost derivat, în parte, din principiile și regulile stipulate în tratatele cu ne-musulmanii.

### Apariția dreptului internațional modern
Secolul al XV-lea a fost marcat de o convergență de factori care au contribuit la dezvoltarea accelerată a dreptului internațional. Juristul italian Bartolus de Saxoferrato (1313–1357) este considerat fondatorul dreptului internațional privat. Un alt jurist italian, Baldus de Ubaldis (1327–1400), a elaborat comentarii și compilări ale dreptului roman, ecleziastic și feudal, creând o sursă organizată de drept care putea fi consultată de diferite națiuni. Alberico Gentili (1552–1608) a adoptat o abordare seculară a dreptului internațional, autorând diverse lucrări pe teme de drept internațional, în special „Dreptul Războiului”, care oferea un comentariu cuprinzător asupra dreptului războiului și tratatelor. Francisco de Vitoria (1486–1546), preocupat de tratamentul popoarelor indigene de către Spania, a invocat dreptul națiunilor ca bază pentru demnitatea și drepturile lor naturale, formulând o versiune timpurie a egalității suverane între popoare. Francisco Suárez (1548–1617) a subliniat că dreptul internațional se baza pe dreptul natural și dreptul pozitiv uman.

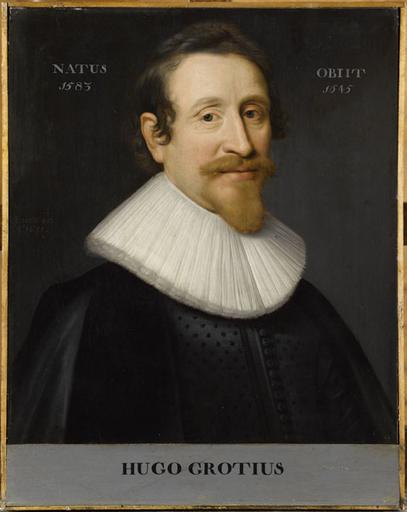
Un portret al juristului olandez Hugo Grotius

Juristul olandez Hugo Grotius (1583–1645) este considerat pe scară largă părintele dreptului internațional, fiind unul dintre primii cercetători care au articulat un sistem internațional ce constă într-o „comunitate de state” guvernată nu de forță sau război, ci de reguli de drept, acorduri reciproce și practici. Grotius a transformat dreptul internațional într-un sistem laic; lucrarea sa din 1625, De Jure Belli ac Pacis, a stabilit un sistem de principii ale dreptului natural care leaga toate națiunile, indiferent de obiceiul sau legea locală. El a inspirat două școli emergente de drept internațional, naturalismul și pozitivismul. În tabăra naturalistă se afla juristul german Samuel von Pufendorf (1632–1694), care a subliniat supremația dreptului natural asupra statelor. Lucrarea sa din 1672, Despre dreptul naturii și al națiunilor, a extins teoriile lui Grotius și a fundamentat dreptul natural pe rațiune și pe lumea seculară, afirmând că acesta reglementează doar actele externe ale statelor. Pufendorf a contestat noțiunea hobbesiană că starea naturală era una de război și conflict, argumentând că starea naturală a lumii este, de fapt, pașnică, dar slabă și incertă fără respectarea dreptului națiunilor. Acțiunile unui stat nu sunt decât suma indivizilor din acel stat, necesitând astfel ca statul să aplice o lege fundamentală a rațiunii, care stă la baza dreptului natural. A fost printre primii cercetători care au extins dreptul internațional dincolo de națiunile creștine europene, pledând pentru aplicarea și recunoașterea sa între toate popoarele pe baza umanității comune.
În contrast, scriitorii pozitivisti, precum Richard Zouche (1590–1661) în Anglia și Cornelis van Bynkershoek (1673–1743) în Țările de Jos, au susținut că dreptul internațional ar trebui să rezulte din practica efectivă a statelor, mai degrabă decât din surse creștine sau greco-romane. Studiul dreptului internațional s-a îndepărtat de preocuparea sa principală, dreptul de război, și s-a orientat spre domenii precum dreptul mării și tratatele comerciale. Școala pozitivistă a câștigat popularitate deoarece reflecta viziuni acceptate asupra suveranității statelor și era coerentă cu abordarea empirică a filozofiei, care câștiga acceptare în Europa.

### Stabilirea sistemului westfalic
Dezvoltările din secolul al XVII-lea au culminat cu încheierea Păcii Westfalice în 1648, un eveniment major în dreptul internațional. Suveranitatea westfalică rezultată este considerată a fi stabilit ordinea juridică internațională actuală, caracterizată prin state-națiune independente, care se bucură de suveranitate egală, indiferent de mărimea și puterea lor, definită în principal prin neamestecul în treburile interne ale statelor suverane, deși această narațiune a fost contestată de istorici. Ideea naționalismului a consolidat și mai mult conceptul și formarea statelor-națiune. Elemente ale școlilor naturaliste și pozitiviste au fost sintetizate, în special de filozoful german Christian Wolff (1679–1754) și de juristul elvețian Emer de Vattel (1714–1767), amândoi căutând o abordare de mijloc. În secolul al XVIII-lea, tradiția pozitivistă a câștigat o acceptare mai largă, deși conceptul drepturilor naturale a rămas influent în politica internațională, în special prin revoluțiile republicane din Statele Unite și Franța.
Până la mijlocul secolului al XIX-lea, relațiile dintre state erau dictate în principal de tratate, acorduri internaționale pentru a se comporta într-un anumit mod, care erau neaplicabile decât prin forță și neangajante, exceptând cazurile de onoare și loialitate. Una dintre primele instrumente ale dreptului modern al conflictelor armate a fost Codul Lieber din 1863, care reglementa conduita în timpul Războiului Civil American și este notabil pentru codificarea normelor și articolelor de război respectate de națiuni din întreaga lume, inclusiv Regatul Unit, Prusia, Serbia și Argentina. În anii care au urmat, au fost create numeroase alte tratate și organisme pentru a reglementa comportamentul statelor unele față de altele, inclusiv Curtea Permanentă de Arbitraj din 1899 și Convențiile de la Haga și Geneva, prima dintre acestea fiind adoptată în 1864.

### Dezvoltările din secolele XX și XXI

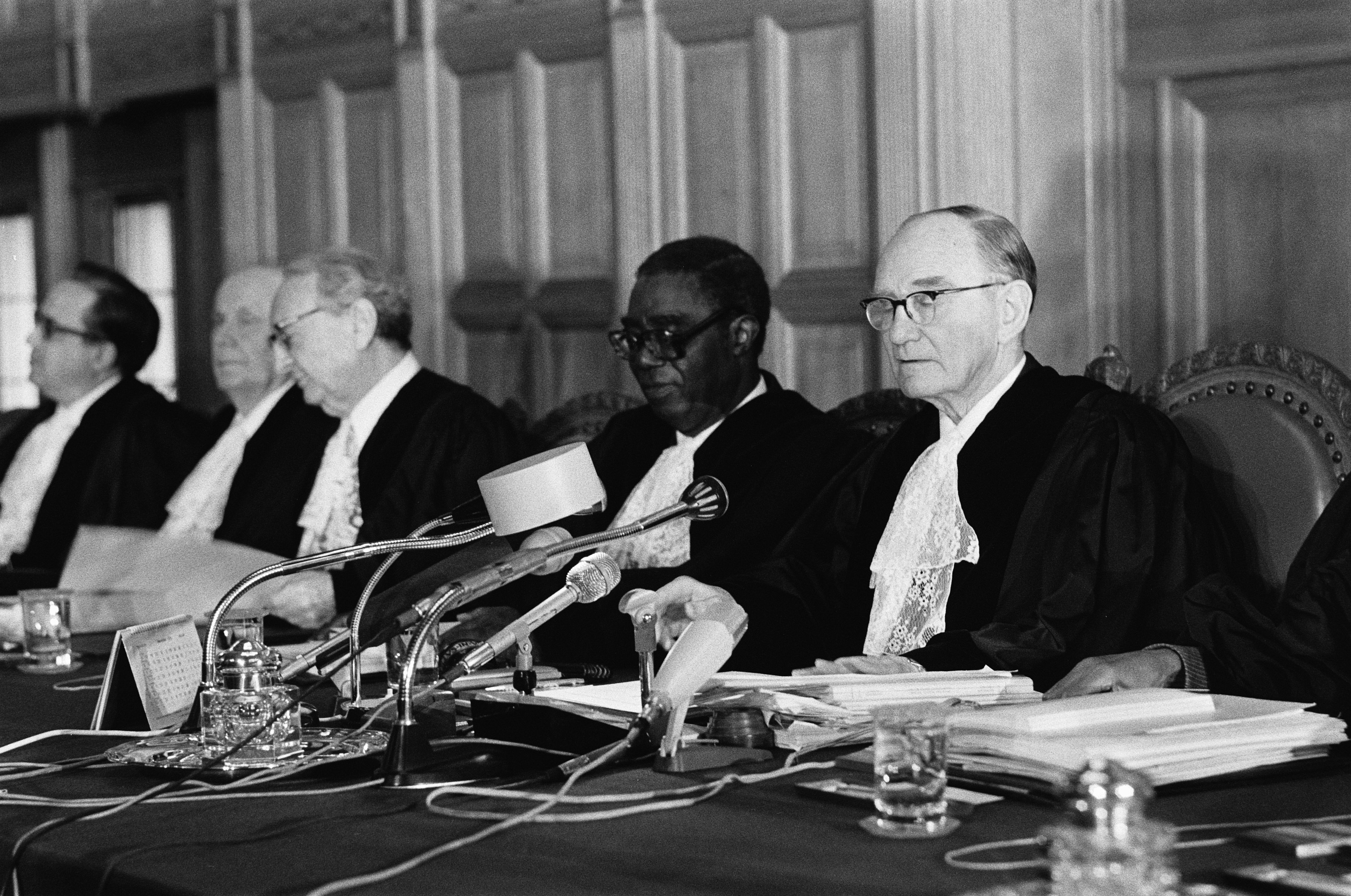
Judecătorii Curții Internaționale de Justiție în 1979

Expansiunea colonială europeană a atins apogeul la sfârșitul secolului al XIX-lea, iar influența sa a început să scadă după sângele vărsat fără precedent din timpul Primului Război Mondial, care a determinat crearea organizațiilor internaționale. Dreptul de cucerire era recunoscut în general ca parte a dreptului internațional înainte de Al Doilea Război Mondial. Societatea Națiunilor a fost fondată pentru a proteja pacea și securitatea. Dreptul internațional a început să integreze noțiuni precum autodeterminarea și drepturile omului. Organizația Națiunilor Unite (ONU) a fost înființată în 1945 pentru a înlocui Societatea Națiunilor, având ca scop menținerea securității colective. A urmat un sistem de drept internațional mai robust, consolidat de instituții precum Curtea Internațională de Justiție (CIJ) și Consiliul de Securitate al ONU (CSONU). Comisia de Drept Internațional (CDI) a fost înființată în 1947 pentru a dezvolta și a codifica dreptul internațional.
În anii 1940 și până în anii 1970, dizolvarea blocului sovietic și decolonizarea la scară mondială au dus la înființarea unui număr mare de state suverane și independente. Pe măsură ce aceste foste colonii au devenit state suverane și independente, ele au adoptat perspectivele europene asupra dreptului internațional. O serie de instituții, de la Fondul Monetar Internațional (FMI) și Banca Mondială până la Organizația Mondială a Sănătății, au contribuit la dezvoltarea unei abordări multilaterale contemporane, pe măsură ce statele au ales să facă compromisuri asupra suveranității pentru a beneficia de cooperarea internațională. Din anii 1980, a existat o concentrare tot mai mare asupra fenomenului globalizării economice și asupra protecției drepturilor omului la nivel global, în special atunci când sunt implicate minorități sau comunități indigene, deoarece există îngrijorări că globalizarea ar putea spori inegalitatea în sistemul de drept internațional.

### Tratatul

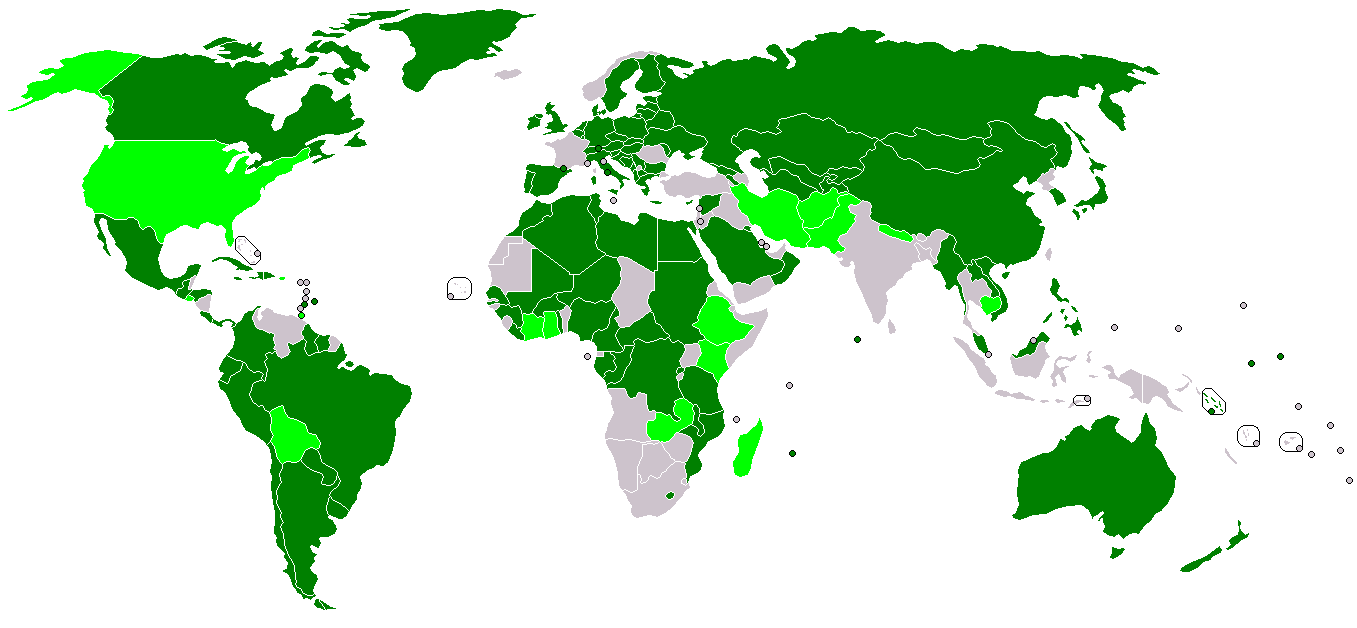
Părțile și semnatarii Convenției de la Viena privind Dreptul Tratatelor
Părțile
Semnatarii